# Сторожевой (эсминец, 1938)
«Сторожевой» — эскадренный миноносец проекта 7-У, головной корабль серии. В дальнейшем, из-за полученных повреждений перестроен по проекту 7у/30.

## Строительство
Корпус корабля был заложен по проекту 7 в августе 1936 года. Летом 1937 года строительно было заморожено, а в ноябре — возобновлено в соответствии с переработанным проектом 7у, причём пришлось производить перезакладку уже готовой части корпуса. 
2 октября 1938 года корабль спущен на воду. В октябре 1940 года передан флоту.

## История службы
На день начала войны входил в состав 2-го дивизиона эсминцев Отряда лёгких сил КБФ, базировался в Усть-Двинске.
Первый боевой поход корабля начался на исходе 22 июня 1941 года: корабль вышел в море для встречи идущего из Лиепаи танкера «Железнодорожник», в море принял с него топливо и 23 июня произвёл постановку минных заграждений в Ирбенском проливе, после чего 24 июня благополучно вернулся на базу.
26 июня в составе группы из 4 эсминцев и 3 катеров «малый охотник» вышел в море для установки очередного минного заграждения. 27 июня в 2.27 «Сторожевой» был атакован пятью немецкими торпедными катерами. Одна торпеда попала в левый борт корабля в район 46 — 58-го шпангоутов, произошла детонация носовых артиллерийских погребов. Вся носовая часть эсминца до 58-го шпангоута вместе с носовой надстройкой и мачтой оторвалась и затонула, первое котельное отделение и передняя труба были уничтожены. Погиб командир корабля капитан 3 ранга И. Ф. Ломакин и 84 члена экипажа.
Кормовая часть эсминца осталась на плаву. Турбины и 3 паровых котла сохранили работоспособность.  В 16.00 эсминец — вернее, его кормовая часть, — был взят на буксир эсминцем «Энгельс». 2 июля корабль на буксире прибыл в Таллин, 6 июля — в Кронштадт, где 7 июля эсминец ввели в док "Трёх эсминцев".
20 ноября не имеющий хода «Сторожевой» был переведён на буксире в Ленинград и установлен в протоке Масляный буян. Восстановление корабля в условиях блокады казалось невозможным, он был законсервирован до августа 1942 года. За это время "Сторожевой" получил дополнительные повреждения: 23 и 24 апреля в корабль попали два крупнокалиберных немецких снаряда (повреждён котёл № 2 и разрушены его турбовентиляторные установки), 24 мая в район котельного кожуха второй трубы попал третий немецкий снаряд калибром 6 — 8 дюймов, вследствие чего вышли из строя два котельных турбовентилятора, парокомпрессор, несколько рядов водогрейных трубок, оборудование ПЭЖ, появились пробоины в обшивке и переборках.
9 августа «Сторожевой»  перевели на завод № 189. Проект восстановления был весьма необычен. Изготовить носовую часть заново не представлялось возможным: в блокадном Ленинграде ощущалась нехватка листовой и профильной стали, отсутствовали и 130-мм орудия Б-13. Зато имелся большой задел по корпусам эсминцев проекта 30 и возникла идея пристыковать носовую часть от корабля другого типа.
Носовую часть построили на малом стапеле завода № 189 за 2,5 месяца, 9 октября 1942 года её спустили на воду. В течение двух недель она была пристыкована в плавучем доке к корпусу «Сторожевого».
С 25 октября по май 1943 года продолжался ремонт корабля на плаву.
10 сентября, после проведения швартовых и приёмных испытаний эсминец проекта 7У/30 «Сторожевой» вернулся в строй. Вместо двух носовых орудий Б-13 корабль имел спаренную 130-мм башенную установку Б-2ЛМ (общий боезапас 744 130-мм выстрела), вместо 45-мм пушек —6 37-мм автоматов 70-К (боезапас 9000 выстрелов). Дополнительно была установлена английская РЛС типа 291.
До конца войны корабль в боевых действиях не участвовал. После войны нёс службу в составе 76-й бригады эсминцев 8-го ВМФ, после 1950 года передан в качестве учебного корабля в Учебный отряд КБФ в Лиепае.